# Sociedad para la Investigación Psíquica
La Sociedad para la Investigación Psíquica ((en inglés): Society for Psychical Research (SPR)) es una organización sin ánimo de lucro del Reino Unido. Su propósito declarado es comprender los eventos y habilidades comúnmente descritos como psíquicos o paranormales. Se describe a sí misma como la "primera sociedad en llevar a cabo investigaciones académicas organizadas sobre experiencias humanas que desafían los modelos científicos contemporáneos". Sin embargo, desde su inicio en 1882, no tiene ninguna opinión corporativa: los miembros de SPR afirman una variedad de creencias con respecto a la naturaleza de los fenómenos estudiados.

## Orígenes

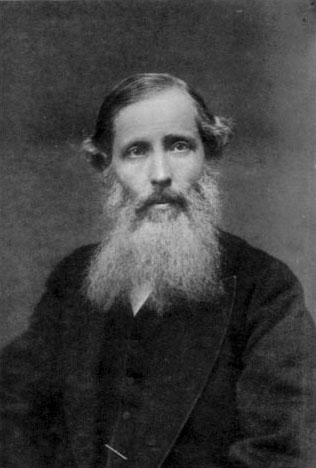
Henry Sidgwick, primer presidente de la SPR

La Society for Psychical Research (SPR) se originó de una discusión entre el periodista Edmund Rogers y el físico William F. Barrett en el otoño de 1881. Esto llevó a una conferencia los días 5 y 6 de enero de 1882 en la sede de la Asociación Nacional Británica de Espiritistas, en la que se propuso la fundación de la Sociedad. El comité incluyó a Barrett, Rogers, Stainton Moses, Charles Massey, Edmund Gurney, Hensleigh Wedgwood y Frederic W. H. Myers. El SPR se constituyó formalmente el 20 de febrero de 1882 con el filósofo Henry Sidgwick como su primer presidente.
La SPR fue la primera organización de su tipo en el mundo, cuyo propósito declarado era "abordar estos variados problemas sin prejuicios ni preposiciones de ningún tipo, y con el mismo espíritu de indagación exacta y sin desapasionamiento que ha permitido a la ciencia resolver tantos problemas, una vez no menos oscura ni menos candentemente debatido".
Otros miembros tempranos incluyeron a la autora Jane Barlow, el famoso químico Sir William Crookes, el físico Sir Oliver Lodge, el ganador del Premio Nobel Charles Richet y el psicólogo William James.
Los miembros de la SPR iniciaron y organizaron los Congresos Internacionales de Psicología Fisiológica/Experimental.
Las áreas de estudio incluyeron hipnosis, disociación, transferencia de pensamientos, mediumnidad, fenómenos de Reichenbach, apariciones y casas encantadas y los fenómenos físicos asociados con las sesiones de espiritismo. Los SPR debían introducir una serie de neologismos que han ingresado al idioma inglés, como 'telepatía', que fue acuñado por Frederic Myers.
La Sociedad está dirigida por un Presidente y un Consejo de veinte miembros, y está abierta a los miembros interesados del público para unirse. La organización tiene su sede en 1 Vernon Mews, Londres, con una biblioteca y una oficina abierta a los miembros, y con grandes colecciones de libros y archivos en la biblioteca de la Universidad de Cambridge, Cambridgeshire, Inglaterra. Publica de manera trimestral Journal of the Society for Psychical Research (JSPR), de manera irregular Proceedings y la revista Paranormal Review. Celebra una conferencia anual, conferencias regulares y dos días de estudio por año y apoya el proyecto de biblioteca en línea LEXSCIEN.

## Investigación
Los siguientes temas se han confiado a los Comités especiales:-
- 1. Un examen de la naturaleza y del alcance de cualquier influencia que pueda ejercerse de una mente sobre otra, aparte de cualquier modo generalmente reconocido de  percepción.

- 2. El estudio de la hipnosis y las formas del llamado trance hipnótico, con la supuesta insensibilidad al dolor, clarividencia y otros fenómenos afines.

- 3. Una revisión crítica de las investigaciones de Reichenbalch con cierta organización de los llamados "sensibles", y una investigación de si tales organizaciones poseen algún poder de percepción más allá de una sensibilidad altamente exaltada de los órganos sensoriales reconocidos.

- 4. Una cuidadosa investigación de los informes, que descansan sobre fuertes testimonios, respecto a las apariciones en el momento de la muerte, u otro tipo, o acerquen a los disturbios de las casas frecuentadas.

- 5. Una investigación sobre los diferentes fenómenos físicos comunes llamados espiritualistas, con la intención de descubrir sus causas y leyes generales.

- 6. Recopilación y cotejo de los materiales existentes que influyen en la historia de estos temas.

El objetivo de la Sociedad será el de acercarse a estos diversos problemas, sin prejuicios o predisposición o de cualquier tipo, con el mismo espíritu de exacta investigación y desapasionado y que ha permitido a la ciencia resolver tantos problemas, ante situaciones no menos oscuras y no menos abatidos. Los fundadores de esta Sociedad reconocen plenamente las dificultades excepcionales que rodean a esta rama de la investigación, pero sin embargo, esperan que el esfuerzo paciente y sistemático de algunos resultados sean alcanzados con un valor permanente.
El deseo del Consejo es llevar a cabo sus investigaciones en la medida de lo posible a través de canales privados, e invitar a la comunicación de cualquier personas, ya sea con la intención de unirse a la Sociedad o no, que pueda estar dispuesto a favorecer con ello el registro de sus experiencias, o con sugerencias para la investigación o experimentos. Dichas comunicaciones serán tratadas, si lo desea con privacidad y confidencialidad.
Notas relativas a los diferentes fenómenos llevados por los siguientes Comités:
(comités y nombres)
La Sociedad para la Investigación Psíquica está ahora en condiciones de invitar a la adhesión a los Miembros teniendo en cuenta la nota preliminar que aparece en la página de la Constitución de la Sociedad.
"Nota: Tenga en cuenta: Para evitar malentendidos, ser miembro de esta Sociedad no implica la aceptación de cualquier explicación particular de los fenómenos investigados, ni ninguna creencia en cuanto al funcionamiento del mundo físico y de las fuerzas que no estén consideradas por la Ciencia Física".
Podemos resumir entonces los objetivos originales del SPR:
- 1 Telepatía
- 2 Hipnosis
- 3 Sensibles
- 4 En el momento de la muerte
- 5 Fenómenos de Espiritualismo
- 6 Recoger historias

Ahora bien, tenemos dos tipos de investigadores “Laboratorio” y de “Campo”, vamos a clasificar qué tipo de investigador hace falta para los objetivos originales del SPR.
- 1 Telepatía: Campo, Laboratorio
- 2 Hipnosis: Laboratorio
- 3 Sensibles: Campo, Laboratorio
- 4 En el momento de la muerte: Campo
- 5 Fenómenos de Espiritualismo: Campo, Laboratorio
- 6 Recoger historias: Campo

## Presidentes
La siguiente es una lista de los presidentes:
| Society for Psychical Research | |
| 1882-1884                      | Henry Sidgwick (1838–1900), Profesor, Trinity College, Cambridge; Filósofo y Economista                                                                 |
| 1885-1887                      | Balfour Stewart (1827–1887), Profesor, Owenham College, Mánchester; Físico                                                                              |
| 1888-1892                      | Henry Sidgwick (→ 1882), Profesor, Trinity College, Cambridge; Filósofo y Economista                                                                    |
| 1893                           | Arthur Balfour KG, OM, PC, DL (1848–1930), posteriormente primer ministro, conocido por la Declaración Balfour.                                         |
| 1894-1895                      | William James (1842–1910) Profesor de la Universidad de Harvard; psicólogo estadounidense, filósofo y Médico.                                           |
| 1896-1899                      | Sir William Crookes (1832–1919), Químico Físico, descubrió el elemento talio, inventó el tubo de Crookes.                                               |
| 1900                           | Frederic W. H. Myers (1843–1901),Fellow de Trinity College, Cambridge; Clasicista y Filósofo                                                            |
| 1901-1903                      | Sir Oliver Lodge (1851–1940), Profesor, University College, Liverpool; Físico y Matemático, Desarrollador de Telegrafía Inalámbrica.                    |
| 1904                           | William F. Barrett FRS (1845–1926), Profesor, Royal College of Science, Dublín; Físico Experimental                                                     |
| 1905                           | Charles Richet (1850–1935), Profesor, Collège de France, París; Fisiólogo francés, Premio Nobel de Medicina/Fisiología 1913.                            |
| 1906-1907                      | Gerald Balfour (1853–1945), político, hermano de Arthur Balfour; Fellow de Trinity College, Cambridge                                                   |
| 1908-1909                      | Eleanor Sidgwick (1845–1936), Director, Newnham College, Cambridge; Físico                                                                              |
| 1910                           | Henry Arthur Smith (1848–1922), Abogado, Middle Temple, Londres; Abogado y autor de tratados jurídicos.                                                 |
| 1911                           | Andrew Lang (1844–1912), Compañero, universidad de Merton, Oxford; Clasicista y escritor sobre folklore, mitología y religión.                          |
| 1912                           | William Boyd Carpenter KCVO (1841–1918),Profesor de Pastoral, Teología, Cambridge; Obispo de Ripon                                                      |
| 1913                           | Henri Bergson (1859–1941), profesor, colegio de Francia, París; cátedra de Filosofía moderna; Premio Nobel de Literatura 1927.                          |
| 1914                           | F. C. S. Schiller (1864–1937),Fellow, Corpus Christi College, Oxford; Filósofo                                                                          |
| 1915-1916                      | Gilbert Murray (1866–1957), Profesor de griego de Regius, Universidad de Oxford; Clasicista                                                             |
| 1917-1918                      | Lawrence Pearsall Jacks (1860–1955), Profesor, Manchester College, Oxford; Filósofo y Teólogo                                                           |
| 1919                           | John William Strutt, 3rd Baron Rayleigh OM, PRS (1842–1919), Profesor Cavendish, Trinity College, Cambridge; Físico, Premio Nobel, Física 1904.         |
| 1920-1921                      | William McDougall FRS (1871–1938), Profesor de la Universidad de Duke; Psicólogo, fundador J B Rhine Parapsychology Lab.                                |
| 1922                           | Thomas Walker Mitchell (1869–1944), médico y psicólogo, editor del British Journal of Medical Psychology 1920-1935.                                     |
| 1923                           | Camille Flammarion (1842–1925), Fundador y primer presidente de la Société Astronomique de France, autor de obras de ciencia popular y ciencia ficción. |
| 1924-1925                      | John George Piddington (1869–1952), empresario, John George Smith & Co., Londres                                                                        |
| 1926-1927                      | Hans Driesch (1867–1941), Profesor, Universitaet Leipzig; Biólogo alemán y Filósofo natural, realizó la primera clonación animal en 1885.               |
| 1928-1929                      | Sir Lawrence Evelyn Jones (1885–1955), Miembro Honorario, Balliol College, Oxford; Autor                                                                |
| 1930-1931                      | Walter Franklin Prince (1863–1934), Clérigo |
| 1932                           | Eleanor Sidgwick (→ 1908) y Oliver Lodge (→ 1901) |
| 1933-1934                      | Edith Lyttelton (nacida como as Edith Balfour; 1865–1948), Escritora                                                                                    |
| 1935-1936                      | C. D. Broad (1887–1971), Filósofo |
| 1937-1938                      | Robert Strutt, 4th Baron Rayleigh (1875–1947), Físico                                                                                                   |
| 1939-1941                      | H. H. Price (1899–1984), Filósofo |
| 1942-1944                      | Robert Henry Thouless (1894–1984), Parapsicólogo |
| 1945-1946                      | George Nugent Merle Tyrrell (1879–1952), Matemático |
| 1947-1948                      | William Henry Salter (1880–1969), Abogado |
| 1949                           | Gardner Murphy (1895–1979), Director de Investigación, Fundación Menninger, Topeka, Kansas; Psicólogo                                                   |
| 1950-1951                      | Samuel Soal (1889–1975), Matemático |
| 1952                           | Gilbert Murray (→ 1915) |
| 1953-1955                      | F. J. M. Stratton (1881–1960), Astrofísico, profesor de la Universidad de Cambridge.                                                                    |
| 1956-1958                      | Guy William Lambert (1889–1984), diplomático |
| 1958-1960                      | C. D. Broad (→ 1935) |
| 1960-1961                      | H. H. Price (→ 1939) |
| 1960-1963                      | E. R. Dodds (1893–1979), Helenista, profesor en Birmingham y Oxford.                                                                                    |
| 1963-1965                      | Donald J. West (nació en 1924), Psiquiatra y criminólogo.                                                                                               |
| 1965-1969                      | Sir Alister Hardy (1896–1985), Zoólogo |
| 1969-1971                      | W. A. H. Rushton (1901–1980), Fisiólogo, profesor en Cambridge.                                                                                         |
| 1971-1974                      | Clement Mundle (1916–1989), Filósofo |
| 1974-1976                      | John Beloff (1920–2006), Psicólogo en la Universidad de Edimburgo.                                                                                      |
| 1976-1979                      | Arthur J. Ellison (1920–2000), Ingeniero |
| 1980                           | Joseph Banks Rhine (1895–1980), Biólogo y Parapsicólogo.                                                                                                |
| 1980                           | Louisa Ella Rhine (1891–1983), Parapsicólogo, esposa de Joseph Rhine                                                                                    |
| 1981-1983                      | Arthur J. Ellison (→ 1976) |
| 1984-1988                      | Donald J. West (→ 1963) |
| 1988-1989                      | Ian Stevenson (1918–2007), Psiquiatra |
| 1992-1993                      | Alan Gauld (born 1932), Parapsicólogo |
| 1993-1995                      | Archie Roy (1924–2012), Profesor de Sstronomía en Glasgow, fundó la SPR escocesa en 1987.                                                               |
| 1995-1998                      | David Fontana (1934–2010), Profesor de Psicología en Cardiff                                                                                            |
| 1998-1999                      | Donald J. West (→ 1963, → 1984) |
| 2000-2004                      | Bernard Carr, Profesor de Matemáticas y Astronomía en Londres.                                                                                          |
| 2004-2007                      | John Poynton, Profesor Emérito de Biología, Universidad de Natal.                                                                                       |
| 2007-2011                      | Deborah Delanoy, Parapsicologo |
| 2011-2015                      | Richard S. Broughton, profesor titular de Psicología en la Universidad de Northampton, Reino Unido                                                      |
| 2015-2018                      | John Poynton (→2004) |
| 2018-                          | Chris Roe, Profesor de Psicología, Universidad de Northampton                                                                                           |

## Publicaciones
La Sociedad publica Proceedings of the Society for Psychical Research, el Journal of the Society for Psychical Research, y el Paranormal Review, así como la Enciclopedia Psi en línea.

### Proceedings of the Society for Psychical Research
Publicado por primera vez en 1882 como registro público de las actividades de la SPR, las Actas ahora están reservadas para trabajos más largos, como los discursos presidenciales, y solo se publican ocasionalmente. El editor actual es el Dr. David Vernon.

### Journal of the Society for Psychical Research
La Journal of the Society for Psychical Research se publica trimestralmente desde 1884. Se introdujo como una publicación privada, solo para miembros, para complementar los Proceedings. Ahora se centra en las investigaciones de campo y de laboratorio actuales, pero también incluye documentos teóricos, metodológicos e históricos sobre parapsicología. También publica reseñas de libros y correspondencia. El editor actual es el Dr. David Vernon.

### Paranormal Review
La Paranormal Review es la revista de la Sociedad para la Investigación Psíquica. Anteriormente conocido como el Psi Researcher, se ha publicado desde 1996. Editores anteriores han incluido al Dr. Nicola J. Holt. El editor actual es el Dr Leo Ruickbie.

## Otras sociedades
Una cantidad de otras organizaciones de investigación psíquica usan el término 'Sociedad para la Investigación Psíquica (Society for Psychical Research)' en su nombre.
- Australia. En 1977 the Australian Institute of Parapsychological Research fue fundado.[23]
- Austria - Fundado en 1927 como el Austrian Society for Psychical Research, hoy llamado el Austrian Society for Parapsychology.[24]
- Canadá - De 1908 a 1916 el Canadian Society for Psychical Research existió en Toronto.[25]
- Dinamarca - Selskabet for Psykisk Forskning (The Danish Society for Psychical Research) fue fundada en 1905.[26]
- España - Sociedad de Investigaciones Psíquicas Iberoamericana (fundada en Madrid en 1895), Instituto de Metapsiquismo (Barcelona, fundado en 1923), Sociedad Española de Estudios Metapsíquicos (Madrid, fundada en 1924).[27]
- Finlandia - Sällskapet för Psykisk Forskning (The Finnish Society for Psychical Research) fue creada en 1907 por Arvi Grotenfelt como primer presidente, y la sociedad existió hasta 2002. Un grupo escindido para personas de habla finlandesa., Suomen parapsykologinen tutkimusseura (Parapsychological research society of Finland), todavía existe hoy.
- Francia - En 1885, una sociedad llamada Société de Psychologie Physiologique (Society for Physiological Psychology) fue creada por Charles Richet, Théodule-Armand Ribot y Léon Marillier. Existió hasta 1890 cuando fue abandonado por falta de interés.[28][29] En 1919 se fundó el Institut Métapsychique International en París, el cual perdura hoy en día.[27]
- Islandia- Sálarrannsóknarfélag Íslands (Icelandic Society for Psychical Research) fue creada en 1918. Fue la predecesora de la llamada Experimental Society, que se creó en 1905.[30][31]
- Países Bajos - La Studievereniging voor Psychical Research (Dutch for Society for Psychical Research) fue fundada en 1917.[32]
- Polonia - La Polish Society for Psychical Research fue muy activa antes de la Segunda Guerra Mundial.[33]
- Escocia - La Scottish Society for Psychical Research esta activa hoy en día.[34]
- Suecia- Sällskapet för Parapsykologisk Forskning (the Swedish Society for Parapsychological Research) fue creada en 1948.[35]
- Estados Unidos - Una rama estadounidense de la Sociedad se formó como la American Society for Psychical Research (ASPR) en 1885, que se volvió independiente en 1906.[36] Un grupo escindido, la Boston Society for Psychical Research existió desde mayo de 1925 hasta 1941.[37]

## Lecturas recomendadas
Historias de SPR
- Bennett, Edward T. (1903). The Society for Psychical Research: Its Rise & Progress & A Sketch of its Work. London: R. Brimley Johnson.
- Gauld, Alan. (1968). The Founders of Psychical Research. Routledge & Kegan Paul. ISBN 978-0710060679
- Haynes, Renee. (1982). The Society for Psychical Research 1882-1982: A History. London: MacDonald & Co. ISBN 978-0356078755
- Salter, William Henry. (1948). The Society for Psychical Research: An Outline of its History. Society for Psychical Research.

Estudios académicos
- Cerullo, John. (1982). Secularization of the Soul: Psychical Research in Modern Britain. Philadelphia: Institute for the Study of Human Issues. ISBN 978-0897270281
- Luckhurst, Roger. (2002). The Invention of Telepathy, 1870-1901. Oxford University Press. ISBN 978-0199249626
- McCorristine, Shane. (2010). Spectres of the Self: Thinking about Ghosts and Ghost-Seeing in England, 1750-1920. Cambridge University Press. ISBN 978-0521747967
- Oppenheim, Janet. (1988). The Other World: Spiritualism and Psychical Research in England, 1850-1914. Cambridge University Press. ISBN 978-0521347679

Crítica
- McCabe, Joseph. (1920). Scientific Men and Spiritualism: A Skeptic's Analysis. The Living Age. June 12. pp. 652–657. A sceptical look at SPR members who had supported Spiritualism, concludes they were duped by fraudulent mediums.
- Brandon, Ruth. (1983). The Spiritualists: The Passion for the Occult in the Nineteenth and Twentieth Centuries. Alfred A. Knopf. ISBN 978-0394527406
- Hyman, Ray. (1989). The Elusive Quarry: A Scientific Appraisal of Psychical Research. Prometheus Books. ISBN 978-0879755041